# علي إمام
علي إمام (بالإنجليزية: Ali Imam)‏ هو كاتب بنغلاديشي وباكستاني، ولد في 31 ديسمبر 1950 في براهمانباريا ‏ في بنغلاديش.